# 謝拉特·泰臣
謝拉特·羅拔·泰臣 （英語：Jerrad Robert Tyson，1989年9月21日—），生於澳洲荷伯特，澳洲足球運動員，司職守門員，前澳洲U20及U23國腳，曾代表西悉尼流浪者參加亞洲冠軍聯賽盃，現時效力澳洲職業足球聯賽球會西悉尼流浪者。

## 球會生涯
泰臣生於澳洲荷伯特，曾效力黃金海岸聯及西悉尼流浪者等澳職球會，於2014/15球代表西悉尼流浪者出戰2場亞冠盃賽事都保清白之身，不過由於過去兩季西悉尼流浪者有一位富經驗及狀態正值高峰的的門將，令泰臣只能長居後備上陣機會較少，於2014年7月為了尋求常規的上陣機會，泰臣決定加盟太陽飛馬，在2014年11月當選由球迷投票選出的球會9月及10月最佳球員，最終泰臣於季尾離隊，而澳職球會珀斯光輝於2015年6月4日宣佈泰臣加盟，在2016年回歸西悉尼流浪者。

## 榮譽
澳洲
- 濰坊盃冠軍（2007年）

黃金海岸聯
- 澳洲國家青年聯賽冠軍（英语：2009–10 A-League National Youth League）（2009–10季度）

## 外部連結
- 香港足球總會網頁球員註冊資料（页面存档备份，存于）